# Trolebuses de la Roma, Condesa e Hipódromo

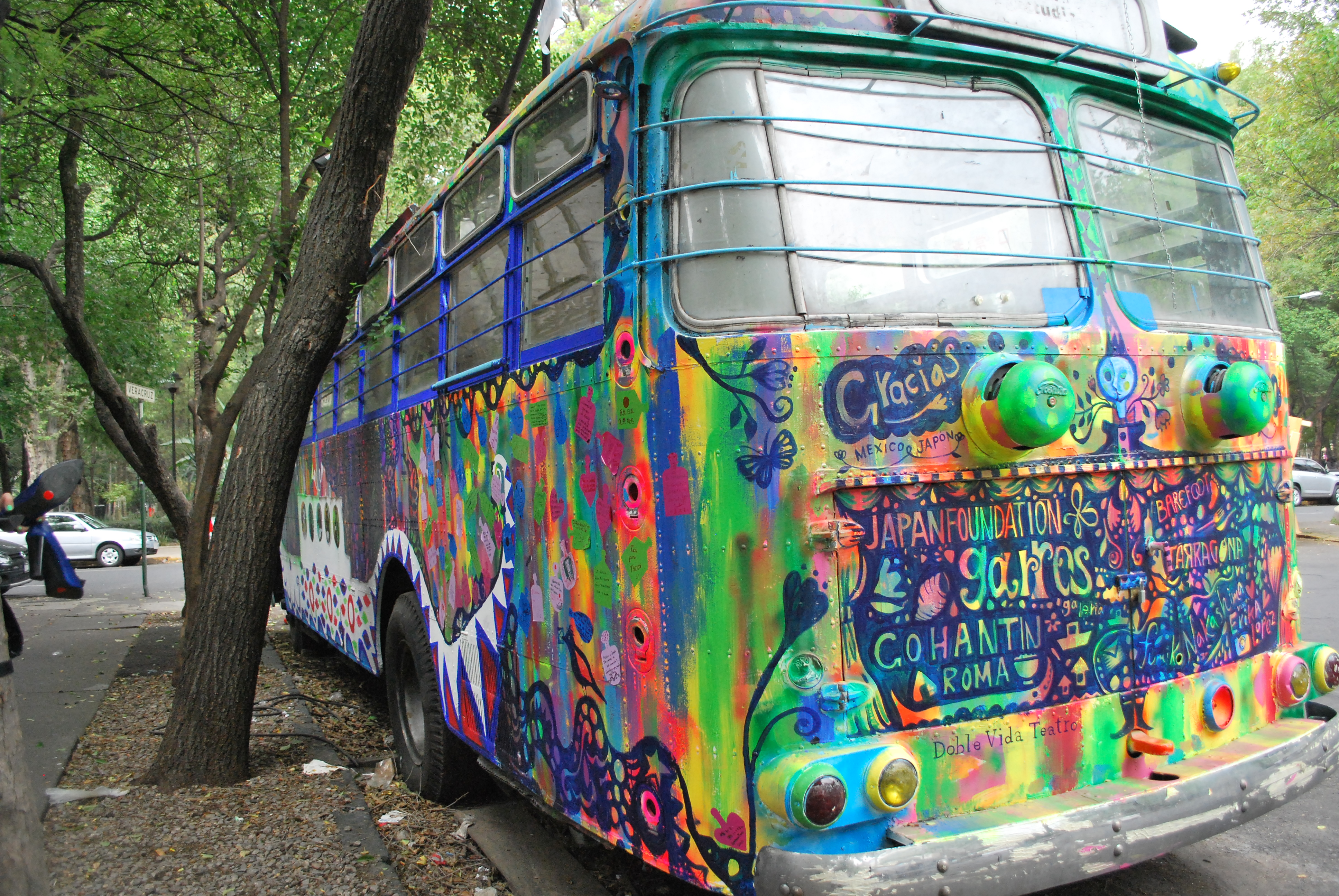
Uno de los camiones pintado por la artista Fumiko Nakashira titulado “Doble Vida”

Los trolebuses de Roma, Condesa e Hipódromo son trolebuses estacionados permanentemente en varios vecindarios de México, D. F. usados con propósitos de arte y para otros proyectos. Los camiones fueron donados a México por el Gobierno de Japón en el 1994, con la idea de crear centros educacionales, pero estuvieron abandonados hasta el 2005, cuando la “Galería Trolebús” comenzó a promover proyectos artísticos no-tradicionales. La galería detuvo sus operaciones en el 2009 debido a problemas financieros, pero los camiones aún se usan para proyectos de arte.

## Origen
Los tres trolebuses eran parte de un grupo de catorce que fueron donados a México por el gobierno de Japón en el año 1994. Los trolebuses fueron construidos entre 1964 y 1968 por Mitsubishi como Modelos 100 y 200 para la Compañía Kansai Denryoku. Los dos modelos se distinguen por su número de puertas, una y dos respectivamente. Los camiones transportados por un barco de carga con la idea de convertirlos en centros educacionales, pero esto jamás sucedió. Estuvieron abandonados en varias partes de la Ciudad de México, especialmente en la Delegación Cuauhtémoc. Hay tres que aún permanecen en uso para proyectos artísticos, uno de ellos está estacionado permanentemente en la Colonia Hipódromo cerca del Parque España, otro se encuentra en la Colonia Roma a un lado de la Plaza Luis Cabrera y otro a un lado del Parque México en la Colonia Condesa. Los trolebuses hoy en día por el Parque España, sol[ian viajar por un túnel entre Ogizawa y Kurobe Dam en la Prefectura de Tomaya como se describe en el señalamiento del camión en el parabrisas.
Los vehículos fueron donados en el año 1994. Inicialmente estuvieron abandonados hasta el proyecto de la Galería Trolebús.

## Galería Trolebús
Desde el 2000 hasta el 2005, los tres camiones estuvieron abandonados hasta que Ariadna Ramonetti lo descubrió y trabajó para crear la Galería Trolebús con ayuda de la delegación Cuauhtémoc, para promover los proyectos de arte no-tradicional. Algunos artistas que trabajaron con los vehículos del 2005 al 2009, incluyen a Karen Cordero, Ana Elena Mallet, Santiago Espinoza de los Monteros y Antonio Calera. Some of the art projects have included light and sound.
En el 2006, Motiel Klint habitó los trolebuses en la Plaza Luis Cabrera en la Colonia Roma, bloqueado de toda vista al exterior, por dos meses, con tan solo ocho fotografías en el exterior del camión para que los visitantes las vieran. El interior del camión estaba cubierto por aproximadamente 5,000 vasos de papel para aislarlo del exterior. El trabajo fue llamado la Galería Experimental de Arte. “Suspended Black” por Víctor Noxpango elevó uno de los trolebuses en seis gatos hidráulicos y los pinto completamente de negro. Después de que el artista Israel Meza Moreno creara un trabajo llamado Nido de Malvivientes en el 2007 con uno de los trolebuses, la Fundación Jumex encargó uno similar con él, el cual fue comprado por un colector privado, para después ser adquirido por el Museo de Arte Moderno en Nueva York. El trabajo consistía en convertir el interior del trolebús con pedazos de cartón, en donde se escribirían frases de jóvenes delincuentes que artista había entrevistado. Las ventanas fueron cubiertas con las portadas de periódicos que tenían los encabezados violetas. El trabajo de Álvaro Verduzco fue llamado “Túnel” en el 2009, el cual usaba un cono hecho de cartón con el camión, para crear la ilusión del infinito.
La galería cesó operaciones debido a dificultades financieras. Los diversos proyectos que tuvieron lugar durante ese periodo causaron elogios, así como críticas de los residentes de los diversos vecindarios. Los proyectos de arte fueron mejor recibidos en la Colonia Roma y peor recibidos en la Colonia Condesa.

## Post Galería
Desde entonces, los tres trolebuses permanecen en sus respectivas ubicaciones. El gobierno de la delegación aún permite a los artistas, miembros de la comunidad y hasta anunciates, pintar los camiones periódicamente, pintando sobre lo que estaba antes. En febrero de 2012, el trolebús en la Colonia Hipódromo fue pintado por la artista Fumiko Nakashima con el título de “Doble Vida.” El trabajo fue hecho para conmemorar un año de aniversario del terremoto y tsunami de Japón, a lo largo de una ceremonia el 11 de marzo de 2012. El proyecto fue parte de un programa de arte público llamado Haru ga kita (llega la primavera) en México bajo este artista y wl músico Emiliano Isamu. Fue patrocinado por la Garros Galería en la Ciudad de México, la Fundación Japón México y la delegación Cuauhtémoc.